# ツェラスキア (小惑星)
ツェラスキア (807 Ceraskia) は小惑星帯の小惑星である。ドイツの天文学者マックス・ヴォルフがハイデルベルクのケーニッヒシュトゥール天文台で発見した。
ソビエト連邦の天文学者ヴィトリド・ツェラスキーにちなんで命名された。